# Don Cornelius

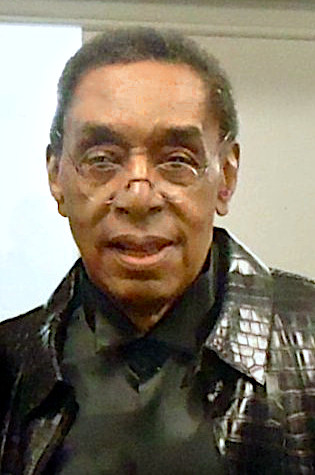
Don Cornelius

Donald Cortez Cornelius, detto Don (Chicago, 27 settembre 1936 – Los Angeles, 1º febbraio 2012), è stato un conduttore televisivo e produttore televisivo statunitense, conosciuto soprattutto come creatore e conduttore del varietà musicale Soul Train, da lui presentato dal 1971 al 1993.

## Biografia
Nato a Chicago, dopo aver studiato alla DuSable High School, si è arruolato in marina e ha servito l'arma nella guerra di Corea. Nel 1966 ha ottenuto un lavoro come DJ e presentatore presso una radio di Chicago. Ha lavorato negli anni seguenti in alcuni canali televisivi locali, mentre nel 1970 ha lanciato Soul Train, uno spettacolo televisivo andato in onda tutti i giorni entrato nella syndication nazionale. Attraverso questo programma ha fatto conoscere molti musicisti soul e afroamericani al grande pubblico. Del programma era anche sceneggiatore, produttore, oltre che conduttore. Nel 1993 ha lasciato la guida del programma continuando a lavorarvi però nel ruolo di produttore fino al 2006. Dal 1987, a partire dal programma, sono nati i Soul Train Music Awards. Ebbe diversi piccoli ruoli cinematografici.
Il 17 ottobre 2008 è stato arrestato a Los Angeles, nella sua casa di Mulholland Drive, per violenza domestica contro sua moglie, la modella russa Viktoria Chapman, che ha presentato diversi ordini restrittivi contro di lui. Una volta rilasciato attraverso il pagamento di una cauzione, è stato messo in libertà vigilata per 36 mesi. Negli anni precedenti e seguenti all'arresto ha sofferto di crisi epilettiche e demenza, come conseguenza di un'operazione al cervello a cui era stato sottoposto nel 1982 per correggere una deformità congenita alle arterie cerebrali. Nella notte del 1º febbraio 2012 si è tolto la vita sparandosi alla testa.